# 美国新闻与世界报道
《美国新闻与世界报道》（英語：U.S. News & World Report）是一本与《時代》和《新闻周刊》齐名的新闻杂志，以每年对美国大学的调查报告及排名而广为人知。其编辑部位于华盛顿特区，但其总部设在纽约市。1933年创立时名为《美国新闻》，1948年和《世界报道》合并。
其发行频率2008年6月自周刊变为双周刊，2008年11月起改為每月发行一次。2010年11月宣佈改為純網路運營，12月刊後除去特刊外不再出版。雜誌宣稱將只關注於研究和為學生提供高等教育資訊。此外在美國各大書店仍然可以買到其出版的大學排名。

## 历史
1933年大卫·劳伦斯（David Lawrence）创立《美国新闻》（U.S. News），专门报道美国国内新闻；1946年其又创立了《世界报道》（World Report）杂志以报道国际新闻，并于在1948年将两本杂志合并，随后将该杂志出售。在1984年被纽约每日新闻所有人莫蒂默·札克曼（Mortimer Zuckerman）收购。
1993年為CompuServe提供資料，進軍互聯網。1995年啟用其網站usnews.com。2001年此網站贏得了美國國家雜誌獎的“卓越線上雜誌”獎。2007年開始出版美國高中排名。
2008年6月開始減少出版頻率，當月從周刊改為雙週刊，11月改為月刊。2010年11月宣佈將只發線上版，12月刊成為其最後一期紙質刊物，此後只有特刊才付諸印刷。

## 特点
与主要竞争者《时代》和《新闻周刊》相比，《美国新闻与世界报道》立场较为保守，主要报道与民众日常生活相关的新闻，包括政治、经济、公共健康、教育、理财等，而极少报道娱乐新闻和名人轶事。自1983年以来，其开始对美国的大学及高中进行排名，该排名综合考虑了学校的师资、学术声誉、地理位置、师生比率、毕业生就业情况等因素，具有较高的知名度，主要分为“全国大学排名”（National University Rankings）、“文理学院排名”（Liberal Arts Colleges Rankings）、“研究院排名”（Grad School Rankings）和“最佳高中排名”（Best High Schools）。与学校的排名相似，该杂志每年还对美国的医院、汽车品牌、律师事务所等公众关心或兴趣的机构或产品进行排名。

## 教育

### 大學排名
1983年《美國新聞與世界報導》首次出版“美國最佳學院”排名，自1986年以後成為年度專版，是常用的美國學院排名。2014年其排名甫一發佈，當天就有260萬人登陸網站查詢其信息。除去排名外，該雜誌社還以書籍的形式出版最佳學院指南。
在2014年10月，美國新聞與世界報導發表其首份全球最佳大學排名，是美國首份針對世界大學排名的刊物，根據在線出版物《高校情報》（Inside Higher Ed），該雜誌社的排名在國際上占有一席之地，可以與泰晤士高等教育大學排名、QS世界大學排名及世界大學學術排名這三大排名並駕齊驅。
哥倫比亞大學在2022年排名中從第二位降至第十八位，起因是哥倫比亞大學數學教授Michael Thaddeus的一份報告揭露了校方數據作假。

#### 批評
SAT是該排名的重要考量之一，但該雜誌並沒有確認或核查這些由各學校遞交的成績的真實性，而他們實際也沒有這樣的權力。結果在1990年代發生多起學校在成績上作假以取得更高排名的事件。
1990年代數家美國教育機構聯合抵制《美國新聞和世界報導》的學院排名。這次行動由里德學院在1995年起頭，艾爾馬學院、斯坦福大學和聖約翰學院在90年代末先後加入。
2007年6月19日，在安納波利斯集團的年度會議上，大多數（約80名）大學校長宣稱來年將不會參加《美國新聞和世界報導》調查，他們決定要建立一種新的系統來幫助學生和家長們尋找合適的學院。
《美國新聞和世界報導》回應稱這些大學一直在使用雜誌社出版的排名，而由他們自己來做也不會有什麼太大的不同。包括凱文·凱利（Kevin Carey）在內的一些教育家表示《美國新聞和世界報導》的排名有很大的缺陷，他說相對教育水平和畢業後動向來說，這個排名更關注大學的聲望、財富和排外性等方面。

## 外部連結
- 官方网站，下含：
  - U.S.News & World Rankings （页面存档备份，存于）
  - America's Best High Schools
  - Reviews and Rankings for the Best Cars and Trucks
  - Vacation Destination Guides and Rankings for Best Travel （页面存档备份，存于）
  - America's Best Hospitals （页面存档备份，存于）
  - America's Best Leaders （页面存档备份，存于）
  - U.S. News University Directory （页面存档备份，存于）
- Compiled List of Rankings from 1991-2001
- U.S. News and World Report的X（前Twitter）
- U.S. News and World Report的Facebook專頁